# Митчелл, Кел
Ке́л Ми́тчелл (англ. Kel Johari Rice Mitchell; род. 25 августа 1978, Чикаго, Иллинойс, США) — американский актёр, комик и музыкант.

## Биография
В 1997 году дебютировал в кино, снявшись в фильме «Отличный гамбургер», на протяжении 1990-х годов часто сотрудничал с комиком Кинаном Томпсоном. Однако стал известен как комедийный актёр таких шоу телеканала Nickelodeon как «Кинан и Кел» и «Всякая всячина». Также играл одну из главных ролей в телесериале «Игроделы». В 2019 году Митчелл участвовал в 28-м сезоне шоу «Танцы со звездами». В 2019—2020 годах Митчелл снимался в перезагрузке шоу «Всякая всячина».

## Личная жизнь
Был женат на Таише Хэмптон (1999—2005). В браке родились двое детей — сын Лирик (род. 1999) и дочь Аллур (род. 30 октября 2001). В 2012 году женился на Эйше Ли. 22 июля 2017 года у пары родилась дочь Уиздом Джуэл Митчелл. 23 октября 2020 года у пары родился сын Онор Джохари-Райс Митчелл.

## Избранная фильмография
| Год       |    | Русское название               | Оригинальное название                  | Роль             |
| --------- | -- | ------------------------------ | -------------------------------------- | ---------------- |
| 1994—1999 | с  | Всякая всячина                 | All That                               | разные персонажи |
| 1996—2000 | с  | Кинан и Кел                    | Kenan & Kel                            | Кел              |
| 1997      | ф  | Отличный гамбургер             | Good Burger                            | Эд               |
| 1997      | с  | Сестра, сестра                 | Sister, Sister                         | Тодд             |
| 1999      | ф  | Таинственные люди              | Mystery Men                            | Невидимка        |
| 2000      | ф  | Приключения Рокки и Буллвинкля | The Adventures of Rocky and Bullwinkle | Мартин           |
| 2000      | с  | Детектив Нэш Бриджес           | Nash Bridges                           | Стивен Кларк     |
| 2003      | с  | Паркеры                        | The Parkers                            | Фредди Фабьюлос  |
| 2011      | ф  | Битва за Лос-Анджелес          | Battle of Los Angeles                  | Тайлер Лафлин    |
| 2011      | с  | Держись, Чарли!                | Good Luck Charlie!                     | эмси             |
| 2013      | ф  | Попавшие на плёнку             | Caught On Tape                         | Марлон           |
| 2013      | с  | Сэм и Кэт                      | Sam & Cat                              | Пизи Би          |
| 2014      | с  | Грозная семейка                | The Thundermans                        | сенсей           |
| 2014      | с  | Лив и Мэдди                    | Liv and Maddie                         | Кью-Поп          |
| 2015—2019 | с  | Игроделы                       | Game Shakers                           | Дабл Джи         |
| 2016      | мс | Робоцып                        | Robot Chicken                          | разные персонажи |
| 2017      | с  | Опасный Генри                  | Henry Danger                           | Дабл Джи         |
| 2019      | мс | Губка Боб Квадратные Штаны     | SpongeBob SquarePants                  | Бинс Макбинс     |